# Домброва (Семполенський повіт)
Домброва (пол. Dąbrowa) — село в Польщі, у гміні Камень-Краєнський Семполенського повіту Куявсько-Поморського воєводства.
Населення — 221 особа (2011).
У 1975-1998 роках село належало до Бидгощського воєводства.

## Демографія
Демографічна структура станом на 31 березня 2011 року:
|          | Загалом | Допрацездатний вік | Працездатний вік | Постпрацездатний вік |
| -------- | ------- | ------------------ | ---------------- | -------------------- |
| Чоловіки | 120     | 39                 | 73               | 8                    |
| Жінки    | 101     | 16                 | 65               | 20                   |
| Разом    | 221     | 55                 | 138              | 28                   |